# Cycloptilum sanum
Cycloptilum sanum is een rechtvleugelig insect uit de familie Mogoplistidae. De wetenschappelijke naam van deze soort is voor het eerst geldig gepubliceerd in 2009 door Otte & Perez-Gelabert.